# Aidomaggiore
Aidomaggiore är en ort och kommun i provinsen Oristano i regionen Sardinien i Italien. Kommunen hade 442 invånare (2017).